# E così fino al delitto
E così fino al delitto (titolo originale And So to Murder) è un romanzo poliziesco del 1940, scritto da John Dickson Carr con lo pseudonimo di Carter Dickson, decimo con protagonista Sir Henry Merrivale detto il Vecchio.

## Trama
Monica Stanton, irreprensibile figlia di un vicario, è l'autrice di un best seller audace e scandaloso. Viene perciò assunta come sceneggiatrice dalla casa di produzione Albion Films, ma non per adattare il suo romanzo, bensì l'ultimo poliziesco del rinomato scrittore di gialli William Cartwright, con il quale ha avuto alcune incomprensioni.
Negli studi della casa di produzione Monica conosce anche la sceneggiatrice di mezza età, espansiva ed invadente come solo alcuni americani possono essere, Tilly Parsons; la rinomata attrice Frances Fleur e il suo possessivo marito Kurt von Gagern; il produttore Thomas Hackett e il puntiglioso regista Howard Fisk.
Già spaesata in un'atmosfera per lei estranea, Monica inizia per altro ad essere soggetta ad una serie di attentati, alcuni anche particolarmente elaborati; attentati inspiegabili, perché lei è l'ultima arrivata che non conosce nessuno, e quindi non può avere nemici di alcun genere.
Il giovane Cartwright, a dispetto del suo atteggiamento scontroso, si è però invaghito di lei, ed è quindi deciso a proteggerla. In più, chiama in suo aiuto il vecchio amico sir Henry Merrivale.
Quando l'ennesimo attentato per poco non provoca la morte di Tilly Parsons, toccherà a H.M. esporre la soluzione di quello che fino a quel momento era sembrato un mistero insolubile.

## Edizioni italiane
- E così fino al delitto, traduzione di Anna Maria Francavilla, collana il Giallo Mondadori n. 1881, Arnoldo Mondadori Editore, febbraio 1985.
- E così fino al delitto, traduzione di Anna Maria Francavilla, collana i Classici del Giallo Mondadori n. 972, Arnoldo Mondadori Editore, agosto 2003, pp. 217.